# Olof Andersson i Brunnshyttan
Olof Andersson (i riksdagen kallad Andersson i Brunnshyttan), född 21 augusti 1789 i Grythyttans socken, Örebro län,  död där 29 april 1832, var en svensk riksdagsman i bondeståndet.
Andersson företrädde Grythytte och Hällefors bergslags härad av Örebro län vid riksdagen 1823. Han var då ledamot i opinionsnämnden.
Olof Andersson kom från Brunnshyttan i Grythyttans socken. Hans föräldrar var nämndemannen Anders Olsson och Stina Andersdotter. Han gifte sig 1814 med Anna Ersdotter från Linde socken. När han dog fans två söner och tre döttrar i livet medan sju barn redan var döda. Andersson blev sexman 1820 och nämndeman 1823. Han dog 29 april 1832 i Brunnshyttan och begravdes med pompa och ståt.